# Elmo’s Christmas Countdown
Elmo’s Christmas Countdown – świąteczne wydanie specjalne Ulicy Sezamkowej wyprodukowane pod roboczym tytułem „Elmo’s Christmas Spectacular”.

## Fabuła
Historia pewnego Bożego Narodzenia opowiedziana przez Elfa Stillera Śnieżnej kuli.

## Bohaterowie
Obsada aktorska:
- Kevin James – Święty Mikołaj – piosenka pt. „You Gotta Just Believe”
- Sheryl Crow – piosenka pt. „It's Almost Christmas” z Elmo i innymi Muppetami
- Jamie Foxx – piosenka pt. „The Nutcracker Suite” z Elmo
- Anne Hathaway – piosenka pt. „I Want a Snuffleupagus for Christmas” z Wielkim Ptakiem i Snuffym
- Jennifer Hudson – piosenka pt. „Carol of the Bells” ze zwierzętami z lasu
- Alicia Keys – piosenka pt. „Do You Hear What I Hear?” z Elmo
- Ty Pennington – piosenka pt. „I Saw Three Ships” z Hrabią von Hrabią
- Brad Paisley – piosenka pt. „Jingle Bells” z pingwinami
- Steve Schirripa
- Tony Sirico
- Tiffany Curl
- Chór The Brooklyn Youth

Muppety:
- Elmo – Kevin Clash
- Abby Cadabby – Leslie Carrara-Rudolph
- Elf Stiller (Stiller the Elf]) – Ben Stiller (głos), Matt Vogel (lalkarz) – piosenka pt. „I Hate Christmas” z Oscarem Zrzędą
- Śnieżna kula Stan (Stan the Snowball) – Joey Mazzarino
- Renifer Charles Blitzen, dziennikarz CDN – Charles Gibson
- Wielki Ptak (Big Bird) – Matt Vogel
- Super Grover – Eric Jacobson
- Oscar Zrzęda (Oscar the Grouch) – Caroll Spinney
- Ciasteczkowy Potwór (Cookie Monster) – David Rudman
- Pan Snuffleupagus – ([Mr. Snuffleupagus) – Martin P. Robinson
- Hrabia von Hrabia (Count von Count) – Jerry Nelson
- Bert Bert – Eric Jacobson
- Ernie Ernie – Steve Whitmire
- Prairie Dawn – Fran Brill
- Mały Niedźwiadek / Miś (Baby Bear) – David Rudman
- Tata Niedźwiedź / Tata Misia (Papa Bear) – Joey Mazzarino
- Mama Niedźwiedzica / Mama Misia (Mama Bear) – Jennifer Barnhardt
- Król Myszy (The Mouse King) – Kevin Clash

oraz:
- Meksykanka Rosita Rosita – Carmen Osbahr
- Zoe – Fran Brill
- Potwór Herry (Herry Monster) – Jerry Nelson
- Potwór Telly (Telly Monster) – Martin P. Robinson
- Potwór Murray (Murray Monster) – Joey Mazzarino
- Trąbiąca Sowa, muzyk jazzowy (Hoots the Owl) / Foka Wolfgang (Wolfgang the Seal) – Kevin Clash
- Tańcząca Mysz (Dancing Mice), Keks (Fruitcake), Candy Cane, Pingwiny (Penguins)
- zwierzęta leśnie, m.in. Lis Jamie (Jamie Fox) – Joey Mazzarino
- Mel / Zielony Dinger z pomarańczowy nosem / Dyrygent Leonard Birdseed – Ryan Dillon
- Potwór Maurice, jasnoniebieski potwór z jasnozielonym nosem / Potwór Rico / Łasica – Artie Esposito
- Pingwin Georges – Andy Hayward

Pam Arciero, Jennifer Barnhart, Tyler Bunch, Stephanie D'Abruzzo, James Godwin (lalkarz), BJ Guyer (lalkarz), Patrick Holmes, John Kennedy, Peter Linz, Michael Lisa, Noel MacNeal, Amanda Maddock, Ed May (lalkarz), Paul McGinnis, Tracie Mick (lalkarz), Marc Petrosino (lalkarz), Andy Stone, Ian Sweetman, Gabriel Velez (lalkarz), Bryant Young

## Związane
- Ulica Sezamkowa: Łapać tego ptaka
- Elmo ratuje Boże Narodzenie
- Bawmy się, Sezamku